# Huayna Potosí
El Huayna Potosí, a veces escrito Wayna Potosí, es una montaña del oeste de Bolivia.
Ubicada sobre la Cordillera Real en los Andes. Administrativamente se encuentra dentro de tres municipios diferentes: La Paz y El Alto en la provincia de Murillo y Pucarani en la provincia de Los Andes, todos en el departamento de La Paz. La montaña se encuentra a 25 km de la ciudad de La Paz, sede de gobierno de Bolivia. Alcanza una altura de 6090 m s. n. m. Su nombre en aimara significa "cerro Joven" (Huayna: joven; Potosí: cerro). Por su proximidad a la ciudad de La Paz y su accesible ruta normal, es una de las montañas más concurridas de la Cordillera Real. Es un objetivo para montañistas que buscan ascender una cumbre de 6000 m s. n. m. por una ruta corta y fácil, o para alpinistas y escaladores que buscan bellas y técnicas rutas en sus caras oeste y noroeste, el Huayna Potosí no deja indiferente a ninguno de los visitantes de esta región andina.
Este macizo se alza monolíticamente en roca, hielo y nieve, y ha sido escalado prácticamente por todos sus frentes. Fue conquistada por primera vez en 1919 por los alemanes R. Dients y O. Lohse, quienes pisaron su cumbre. En 1877, un grupo de cuatro alpinistas alemanes murieron en el intento de escalarla.   
Debido al calentamiento global, los glaciares han retrocedido y lo que hace una década se consideraba como un ascenso fácil, hoy el agrietamiento de sus glaciares y paredes más verticales hacen que su conquista sea más técnica y dificultosa.

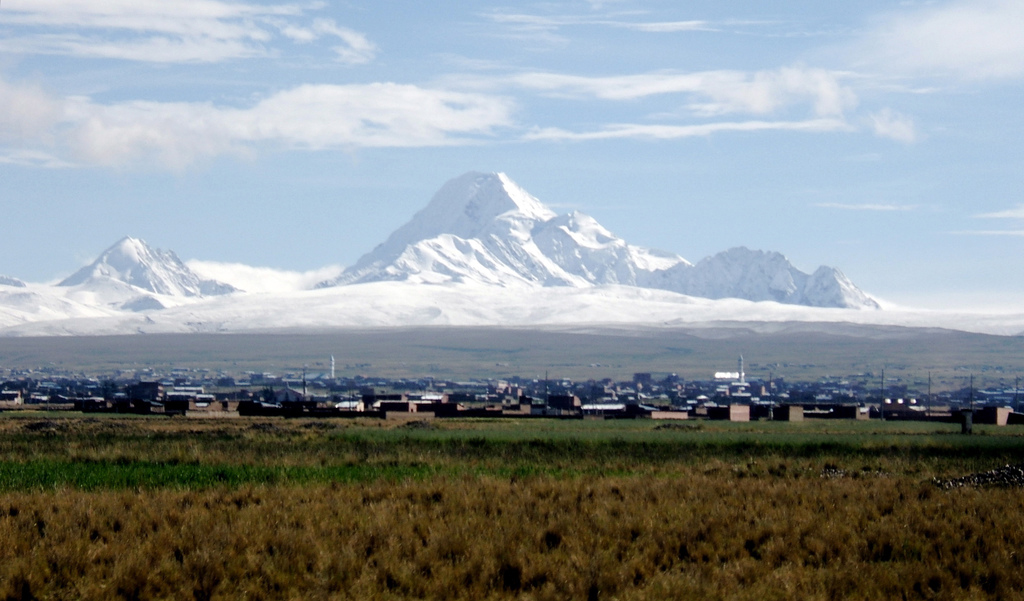
El Huayna Potosí visto junto a la ciudad de El Alto, en el altiplano boliviano.

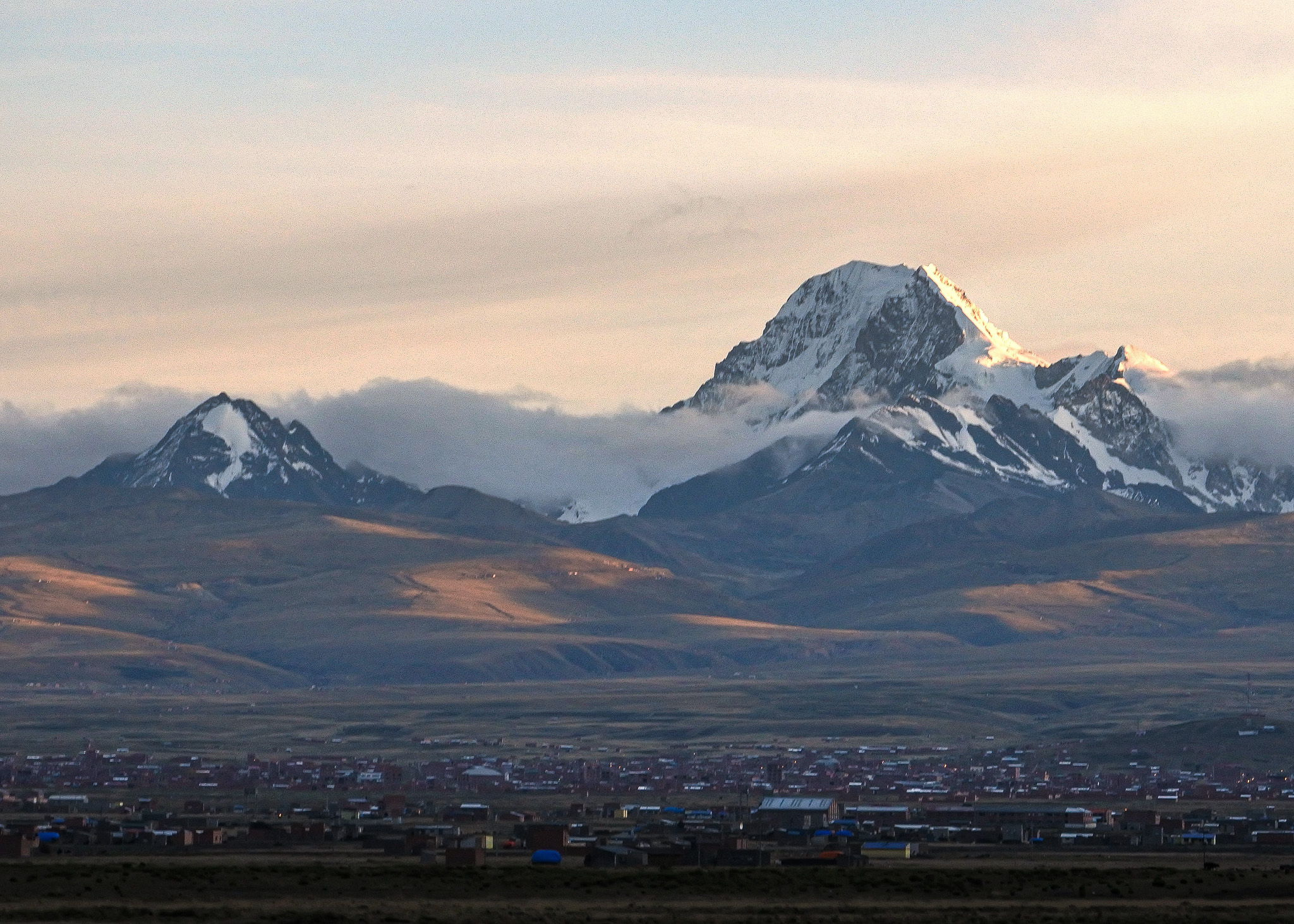
Huayna Potosí.

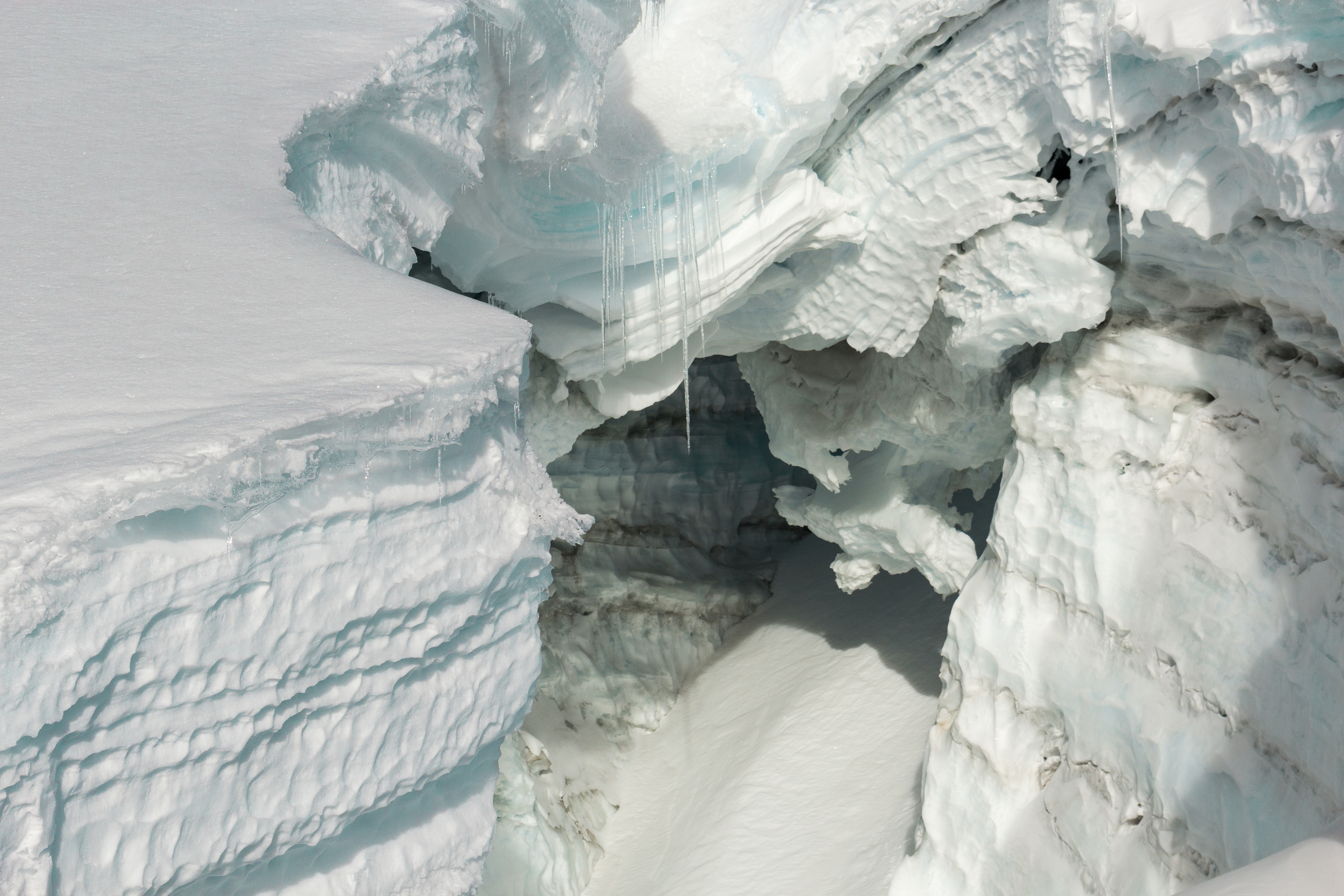
El glaciar Mina de Oro en el Huayna Potosí

## Ascensos

### Ruta normal
La ruta normal para escalar el Huayna Potosí es una escalada sencilla sobre un glaciar. Siguiendo esta ruta se puede escalar la montaña en dos etapas diarias. Los escaladores generalmente toman un 4x4 por el valle por un camino de tierra desde El Alto y tardan aproximadamente dos horas en llegar a un estacionamiento a 4700 m, llamado Paso Zongo (16°17'15"S 68°07'47.6"O), donde se establece un campamento base. Hay una cabaña recientemente establecida aquí.
Desde el refugio hay una caminata de 1 a 3 horas hasta el campamento alto a 5200 m (16°16′32″S 68°08′16.6″O) en la línea de nieve (el tiempo necesario depende en gran medida de la aclimatación y el estado físico). Este campamento se llama localmente Campo Argentino y consta de una serie de áreas de rocas niveladas adecuadas para armar tiendas de campaña. A partir de 2006, existe un refugio en el campamento alto donde es posible pernoctar por alrededor de $10 la noche. La reserva es preferible y esencial durante la temporada alta.
La mayoría de los escaladores comienzan su intento de cumbre entre la medianoche y las 3 a. m. Los escaladores en forma y bien aclimatados se levantan y se van más tarde, superando a otros grupos durante la escalada, y pueden llegar a la cima en alrededor de 3 a 4 horas, pero la gente suele tardar el doble de ese tiempo. La ruta suele ser muy claramente visible entre los penitentes y sigue el glaciar principal directamente hacia arriba (a través del bergschrund y directamente hacia arriba de una cresta) o a lo largo de una arista a la derecha. A continuación, se curva detrás de la montaña cuando se ve desde el paso de Zongo. El acceso final está bastante expuesto, ya sea directamente a la cumbre o a lo largo de la cresta de la cumbre. La cumbre es pequeña y frecuentemente tiene una cornisa pronunciada, lo que reduce el espacio útil.
Todo el ascenso desde el campamento alto toma entre 8 y 12 horas. Los grupos muy aclimatados suben la montaña directamente desde la cabaña en el Paso Zongo y, en este caso, toda la subida ocupa la mayor parte del día.
El sol de la mañana hace que la nieve se vuelva menos estable para caminar y aumenta el riesgo de avalancha a partir de las 8 a. m. Las vistas en una mañana despejada desde la cima son increíbles: la montaña es mucho más alta que cualquier otra en cualquier lugar cercano, y la Cordillera Real, el lago Titicaca, la ciudad de La Paz y parte del Altiplano en el que residen son visibles. Hasta principios de 2004 había un libro de visitas para que lo firmaran los escaladores, aunque desafortunadamente, este voladizo se derrumbó a mediados de 2006.

### Otras rutas
Además de la ruta normal, existe una gran variedad de rutas (algunas de ellas muy técnicas) a las dos cumbres:
- Cara este, vía francesa a la cumbre sur Dificultad AD-, inaugurada en 1974 por Thierry Cardon y Alain Mesili
- Cara oeste, vía americana a la cumbre norte. Dificultad TD, inaugurada en 1970 por Roman Laba y John Hudson
- Cara oeste, Ruta directa a la cumbre norte. Dificultad TD, inaugurada en 1978 por F. Faure y otros
- Cara este, vía Triángulo a la cumbre sur. Dificultad TD+, inaugurada en 1983 por A. Mesili y otros

## Geología

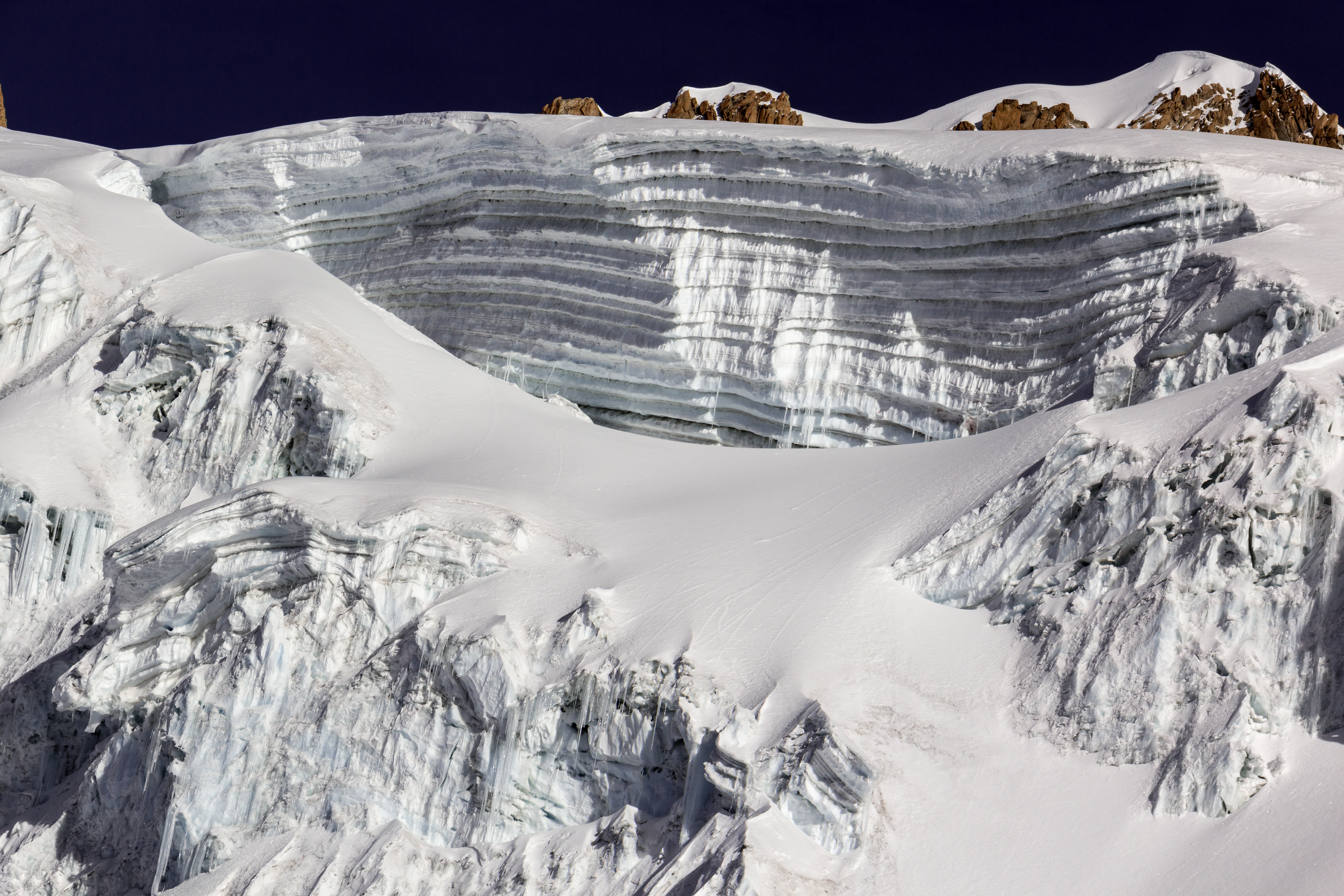
Glaciares del Huayna Potosí.

El Huayna Potosí es un macizo granítico, geológicamente un batolito. Toda la Cordillera Real entre Mururata e Illampu está formada por una serie de diferentes cuerpos graníticos. Los batolitos de la Cordillera Oriental tienen importantes depósitos de estaño en sus márgenes. El granito del Huayna Potosí recién quebrado es de color gris claro y la superficie erosionada es de color rojo anaranjada, El granito del Huayna Potosí se rompe en losas y bloques.
Huayna Potosí está cubierto de glaciares por todos lados, particularmente en el lado amazónico. Las lenguas de los glaciares alcanzan unos 5000 m. Los glaciares del Huayna Potosí están siendo estudiados en detalle por razones económicas, en especial el glaciar Zongo. La dramática pérdida de hielo de los glaciares como resultado del calentamiento global, medida en las últimas décadas, es de dos a tres metros de espesor de hielo por año.